# Becky Umeh
Becky UzoAmaka Umeh, nom de scène Becky Umeh ou Alejo (née le 21 décembre 1973 dans l'État d'Anambra, au Nigeria) est une chanteuse, actrice, chorégraphe, danseuse et directrice artistique nigériane.

## Biographie
Née en décembre 1973 dans l'État d'Anambra, Becky Umeh grandit, dès l'âge de 5 ans, à Lagos.
Elle se fait connaître en 1992, en apparaissant dans le film pour enfants Tales by Moonlight.
De 1994 à 1998, Umeh étudie la danse africaine traditionnelle et contemporaine, grâce à une bourse d'études, à l'Ivory Dance Academy. Pendant ses études, elle part en tournée avec le groupe Ivory Ambassadors de l'école. Elle mène aussi des recherches sur le terrain concernant les danses traditionnelles dans les villages nigérians.
Après avoir obtenu son diplôme, Umeh devient directrice de la danse de la troupe Ivory pendant cinq ans, mettant en scène et produisant des spectacles. Après une tournée au Ghana, elle se rend à Paris pendant la Coupe du monde de football 1998 avec l'équipe de football du Nigeria. Becky Umeh se lance dans une carrière de chanteuse et fonde un groupe, avec lequel elle produit différents albums. Elle participe à une popularisation de la danse contemporaine au Nigeria en insérant dans ses chorégraphies des pas de danse personnalisés sous l'influence de la tradition. Elle s'installe aux États-Unis en 2002, et y crée un groupe musical et de danse en 2009, Zomema.